# Pierre Arraut
Pierre Arraut (* 29. April 1910 in Paris; † 29. September 1983 in Sète) war ein französischer Politiker. Von 1967 bis 1968 und von 1973 bis 1978 war er Abgeordneter der Nationalversammlung.

## Frühes Leben
Arraut wurde als Sohn eines Tischlers und einer Arbeiterin in Paris geboren. Nach seinem Schulabschluss arbeitete er zunächst als Bahnarbeiter. Er war gewerkschaftlich orientiert und trat der Confédération générale du travail bei. Für diese war er später als Sekretär für die Bahnarbeiter, die Chemieindustrie und die Metallverarbeitung zuständig. 1939 trat er darüber hinaus der Parti communiste français bei und ging im folgenden Jahr nach der Besetzung Frankreichs durch die Wehrmacht in die Résistance. Infolgedessen wurde er am 1. April 1942 durch eine Polizeieinheit des Vichy-Regimes verhaftet und zu fünf Jahren Gefängnis verurteilt. Im Juli 1944 kam er frei.

## Politische Karriere
Ein Jahr nach der Befreiung Frankreichs erlangte Arraut 1945 das Bürgermeisteramt der südfranzösischen Stadt Sète. Dieses übte er bis 1948 und ein weiteres Mal von 1959 bis 1973 aus. Ebenfalls 1945 gelang ihm der Einzug in den Generalrat des Départements Hérault. Bei den Parlamentswahlen 1967 stellte er sich für die Kommunisten im dritten Wahlkreis des Départements zur Wahl. Dabei erhielt er in der ersten Runde mit 35,5 Prozent die meisten Wählerstimmen. In der zweiten Runde profitierte er vom Rückzug des sozialistischen Kandidaten und konnte sich mit 57,7 Prozent durchsetzen. Aufgrund der Ereignisse im Mai 1968 erfolgte nach nur einem Jahr eine Neuwahl des Parlaments. Trotz des erneuten Rückzugs des Sozialisten scheiterte Arraut mit 46,4 Prozent an der Wiederwahl. Er entschied sich bei den Parlamentswahlen 1973 dennoch zu einer weiteren Kandidatur und wurde mit nahezu 56 Prozent in der zweiten Runde wieder zum Abgeordneten gewählt. 1978 entschied er sich gegen eine erneute Kandidatur und war bis zu seinem Tod 1983 nicht weiter politisch aktiv.